# Sri Lanka
O Sri Lanka, Sri Lanca ou Seri Lanca, oficialmente República Democrática Socialista do Sri Lanka; conhecido pela forma portuguesa equivalente Ceilão, adotada pelo país até 1972; era chamado de Taprobana na Antiguidade e na Idade Média, é um país insular asiático, localizado ao largo da extremidade sul do subcontinente indiano. Tem costas para a baía de Bengala a leste, oceano Índico a sul e a oeste, e o estreito de Palk a noroeste, que o separa da Índia. A sua capital é Seri Jaiavardenapura-Cota (ou simplesmente Cota), subúrbio da antiga capital Colombo, desde a inauguração do novo edifício do parlamento, em 1982.
A história documentada do Sri Lanka se estende por 3 000 anos, com evidências de assentamentos humanos pré-históricos que remontam a pelo menos 125 mil anos. A sua localização geográfica e portos profundos tornou de grande importância estratégica desde o tempo da antiga Rota da Seda até a Segunda Guerra Mundial. O Sri Lanka era conhecido desde o início do domínio colonial britânico até 1972 como Ceilão. A história recente do país tem sido marcada por uma guerra civil que durou trinta anos, que decisivamente terminou quando os militares do Sri Lanka derrotaram os Tigres de Liberação do Tamil Eelam (LTTE) em 2009.
Um país diversificado e multicultural, o Sri Lanka é o lar de muitas religiões, etnias e línguas. Além da maioria cingalesa, é o lar de grandes grupos de tâmeis indianos, mouros, burgheres, malaios, cafres e o aborígene Vedda. O Sri Lanka tem uma rica herança budista, e os primeiros escritos budistas conhecidos do Sri Lanka, o Cânone Páli, remonta ao Quarto Concílio Budista em 29 a.C.
O governo se caracteriza como uma república e um Estado unitário governado por um sistema semipresidencial. A capital legislativa, Cota, é um subúrbio da capital comercial e maior cidade, Colombo. O Sri Lanka tem uma longa história de envolvimento internacional, como um dos membros fundadores da Associação Sul-Asiática para a Cooperação Regional (SAARC), e um membro da Organização das Nações Unidas, da Commonwealth, do G77 e do Movimento dos Países Não Alinhados. Junto com as Maldivas, o Sri Lanka é um dos dois países no sul da Ásia que estão em 2019 classificados com um nível alto de Índice de Desenvolvimento Humano; o seu Índice de Desenvolvimento Humano Ajustado à Desigualdade (IDHAD) nessa data era 0,673 (posição 60ª) 

## Etimologia e gentílico
São os seguintes os significados dos vários nomes por que foi conhecido este país:
- Sri Lanka: “ilha resplandecente” em sânscrito (श्रीलंका);
- Ceilão: antigo nome do país derivado da palavra em língua páli "sīhala" (सीहल) significando “terra dos leões”, do sânscrito "siṃhala" ( सिंहल);
- Taprobana: derivada de "dip-Raawan", "ilha do rei Rawana" ou da adaptação dada pelos gregos antigos a partir do nome Tambapanni, em páli, que significa "da cor do cobre" a partir do sânscrito Tamraparni, e que descreve um dos rios do estado indiano Tâmil Nadu.

O adjetivo pátrio (gentílico) do país, em língua portuguesa, foi tradicionalmente cingalês (também grafada singalês), derivada de sinhala, nome do grupo étnico majoritário na ilha. No entanto, como existem no país minorias étnicas que são nacionais do Sri Lanka mas não pertencem à etnia cingalesa (com destaque, por exemplo, para os tâmeis — com os quais a maioria étnica cingalesa viu-se envolvida em sangrento conflito civil na primeira década do século XXI), em anos recentes tem ganho respaldo o uso do novo adjetivo "srilankês" ou "srilanquês" (feminino: srilankesa ou srilanquesa; plural: srilankeses ou srilanqueses e srilankesas ou srilanquesas).
O país é conhecido em cingalês como Sri Laṃkā (em cingalês: ශ්රී ලංකා) e em tâmil como Ilaṅkai (em tâmil: இலங்கை, IPA: [ilaŋɡai]). Em 1972, seu nome formal foi mudado para "República livre, soberana e independente do Sri Lanka". Mais tarde, em 1978, foi alterado para a "República Democrática Socialista do Sri Lanka". Como o nome de Ceilão ainda aparece em demasiadas organizações, o governo do Sri Lanka anunciou em 2011 um plano para mudar o nome de todos aqueles sobre os quais ele tem autoridade.

## História
Os registros mais antigos da história do Sri Lanka datam do século VI a.C., quando o povo cingalês (ou sinhala) migrou para a ilha a partir de Bengala, no subcontinente indiano. Antes da invasão cingalesa, a ilha era ocupada pelo povo hoje conhecido como Vedas, que se acredita serem de origem malaia. Ainda hoje, pessoas de origem Veda vivem no leste da ilha de Ceilão.
A crônica cingalesa de Mahavamsa relata a chegada de Vijaya, o primeiro rei cingalês, em 543 a.C. A língua cingalesa (sinhala) é relacionada ao sânscrito, tal como ocorre com o hindi. O primeiro reino do Sri Lanka tinha sua capital em Anuradhapura. No século III a.C., os cingaleses se converteram ao budismo e a ilha se converteu em um centro de estudos e de trabalho missionário budistas. Isto separou o Sri Lanka da cultura hindu do sul da Índia.
Anuradhapura permaneceu como capital do reino cingalês até o século VIII, quando foi substituída por Polonnaruwa. Os tâmeis, do sul da Índia, começaram a chegar à ilha no início do século III e houve seguidas guerras entre os tâmeis e os cingaleses. Durante boa parte do primeiro milênio, a ilha foi controlada por vários príncipes de origem tâmil.
O período áureo do reino do Sri Lanka ocorreu no século XII, quando o rei cingalês Prakrama Bahu derrotou os tâmeis, unificou a ilha sob o seu governo e invadiu a Índia e o atual Myanmar. No século XV, a ilha foi atacada pela China e, por trinta anos, os reis locais prestaram tributo ao imperador chinês.
O Sri Lanka era conhecido dos gregos e dos romanos, que o chamavam de Taprobana Depois da conquista do Oriente Médio pelos árabes, mercadores frequentemente visitavam a ilha, e existia uma comunidade árabe no Sri Lanka desde o século X. Os árabes conheciam a ilha como Serendib.

### Quarto Concílio Budista
O Quarto Concílio Budista Teravada foi realizado no Anuradhapura Maha Viharaya, no Sri Lanka, sob o patrocínio do Valagamba de Anuradhapura em 25 a.C. O concílio foi realizado em resposta a um ano em que as colheitas no Sri Lanka foram particularmente pobres e muitos monges budistas posteriormente morreram de fome. Devido ao cânone na língua páli estar naquele momento sendo mantido apenas em literatura oral, sob várias recensões por dhammabhāṇakas (os recitadores do dharma), os monges sobreviventes reconheceram o perigo de não escrevê-la, de modo que os ensinamentos não se perdessem.
Depois do Concílio, manuscritos em folha de palmeira contendo o cânone completo foram levados para outros países como a Birmânia, Tailândia, Camboja e Laos.

### Colonização portuguesa e europeia
Os primeiros europeus a visitarem o Sri Lanka foram os portugueses: Dom Lourenço de Almeida chegou à ilha em 1505 e encontrou-a dividida em sete reinos que guerreavam entre si e que seriam incapazes de derrotar um invasor. Os portugueses ocuparam, primeiro, a cidade de Cota, mas, devido à insegurança do local, fundaram a cidade de Colombo em 1517 e, gradualmente, estenderam seu controle pelas áreas costeiras. Em 1592, os cingaleses mudaram sua capital para a cidade interior de Kandy, local mais seguro contra o ataque de invasores. Guerras intermitentes prosseguiram durante o século XVI.
Muitos cingaleses se converteram ao cristianismo, porém a maioria budista odiava os portugueses, apoiando qualquer um que os enfrentasse. Então, em 1602, quando o capitão neerlandês Joris Spilberg chegou à ilha, o rei de Kandy pediu-lhe auxílio. Porém, somente em 1638, os neerlandeses atacaram pela primeira vez e apenas em 1656 Colombo foi tomada. Por volta de 1660, os neerlandeses controlavam toda a ilha, exceto o reino de Kandy. Os neerlandeses perseguiram os católicos, porém deixaram os budistas, os hindus e os muçulmanos professarem suas religiões. No entanto, cobravam impostos mais pesados que os portugueses. Como resultado do domínio neerlandês, mestiços de neerlandeses e cingaleses, conhecidos como burghers, existem até hoje no país; também existem, ainda hoje, muitas famílias com nomes de família de origem portuguesa.
Durante as guerras Napoleónicas, o Reino Unido, temendo que o controle da França sobre os Países Baixos fizesse com que o Sri Lanka passasse ao controle francês, ocuparam a ilha (a qual chamavam de Ceylon) com pouca dificuldade, em 1796. Em 1802, a ilha foi, formalmente, cedida à Grã-Bretanha e tornou-se uma colônia real. Em 1815, Kandy foi ocupada, pondo fim à independência do reino do Sri Lanka. Um tratado em 1818 preservou a monarquia de Kandy, porém como dependência britânica.
Os ingleses introduziram o cultivo do chá, café e borracha nas montanhas da ilha. Em meados do século XIX, o Ceilão já trouxera fortuna a uma pequena classe de plantadores de chá. Para trabalhar nas fazendas, os proprietários importaram grande quantidade de trabalhadores tâmeis do sul da Índia, que logo chegaram a dez por cento da população.
Os britânicos, seguindo sua prática comum de "dividir para governar", favoreciam ora um grupo, ora outro, para fomentar a rivalidade. Também favoreceram os burghers e também alguns cingaleses de castas mais altas, fomentando divisões e inimizades que sobrevivem desde então. Os burghers receberam um certo grau de autogoverno no início de 1833. Somente em 1909 é que um desenvolvimento constitucional ocorreu, com uma assembleia parcialmente eleita. O sufrágio universal só foi introduzido em 1931 sob o protesto dos cingaleses, que rejeitavam o direito a voto para os tâmeis.

### Independência
Sri Lanka tornou-se independente em 4 de fevereiro de 1948, mediante a realização de tratados militares com a Grã-Bretanha. Permaneceram intactas as bases aéreas e navais britânicas instaladas no país.

### Guerra civil
Guerrilheiros da minoria étnica tâmil lutam pela independência da pátria tâmil. As ações guerrilheiras e atos terroristas contra as tropas cingalesas (a maioria da população é etnicamente cingalesa) durou quase dezesseis anos até que, derrotados militarmente, os rebeldes do Tâmil negociaram um cessar-fogo com o governo central, encerrando a guerra civil. O total de mortos no conflito pode ter chegado a 100 mil. Uma comissão de reconciliação e negociação foi então criada para firmar a paz e garantir que uma nova guerra não recomece. O país segue estável desde então, levando a uma saudável retomada da atividade econômica na década de 2010.

### Revolta popular em 2022
Após uma onda de protestos por conta das condições precárias de vida, culminaram a princípio na renúncia do primeiro-ministro, Mahinda Rajapaksa, em 9 de maio de 2022, e posteriormente na do então presidente, Gotabaya Rajapaksa, que comunicou sua renúncia, horas depois de que uma gigantesca manifestação popular ocupasse o palácio presidencial. Gotabaya tentou fugir do país em voos comerciais, porém, suas primeiras tentativas de fuga, foram frustradas pelos próprios funcionários do aeroporto.
A fuga do presidente se consolidou apenas no dia 13 de julho de 2022, após o mesmo, junto de sua família, sair do país a bordo de um avião militar, rumo às Maldivas.
Por ser o primeiro na linha sucessória, o primeiro-ministro, Ranil Wickremesinghe assumiu a presidência de maneira interina, e decretou estado de emergência em todo o país, ampliando seus poderes, a fim de conter às manifestações de rua.

## Geografia
O Sri Lanka fica na placa indiana, uma das principais placas tectônicas, que anteriormente fazia parte da placa indo-australiana. Está no Oceano Índico, a sudoeste da Baía de Bengala, entre as latitudes 5° e 10° N e longitudes 79° e 82° E. O Sri Lanka é separado da parte continental do subcontinente indiano pelo Golfo de Mannar e pelo Estreito de Palk. Segundo a mitologia hindu, existia uma ponte terrestre entre o continente indiano e o Sri Lanka, que agora equivale a apenas uma cadeia de cardumes de calcário que permanecem acima do nível do mar. As lendas afirmam que era passável a pé até 1480 d.C., até que os ciclones aprofundaram o canal. As porções ainda são rasas, dificultando a navegação. A ilha consiste principalmente em planícies costeiras planas e onduladas, com montanhas apenas na parte centro-sul. O ponto mais alto é Pidurutalagala, que atinge 2524 metros acima do nível do mar.

Clima do Sri Lanka segundo Köppen.

O Sri Lanka tem 103 rios. O mais longo deles é o rio Mahaweli, estendendo-se por 335 quilômetros. Essas hidrovias dão origem a 51 cachoeiras naturais de 10 metros ou mais. O mais alto são as Cataratas de Bambarakanda, com uma altura de 263 metros. A costa do Sri Lanka tem 1 585 quilômetros de comprimento. O Sri Lanka reivindica uma Zona Econômica Exclusiva (ZEE) que se estende por 200 milhas náuticas, que é aproximadamente 6,7 vezes a área terrestre do Sri Lanka. A costa e as águas adjacentes suportam ecossistemas marinhos altamente produtivos, como os recifes de coral e leitos rasos de ervas marinhas costeiras e estuarinas.
O Sri Lanka tem 45 estuários e 40 lagoas. O ecossistema de manguezais do país abrange mais de 7 000 hectares e desempenhou um papel vital na proteção da força das ondas no tsunami de 2004 no Oceano Índico. A ilha é rica em minerais como ilmenita, feldspato, grafite, sílica, caulim, mica e tório. A existência de petróleo e gás no Golfo de Manar também foi confirmada e a extração de quantidades recuperáveis está em andamento.
Os climas predominantes no Sri Lanka são o tropical com estação seca e o equatorial (quente o ano inteiro, mas sem estação seca) devido à sua latitude, altitude e posição geográfica dentro do Oceano Índico, porém no centro do país há uma região montanhosa e planáltica próxima ao Monte Pidurutalagala e predomina um clima oceânico, tipo Cfb, clima de característica frio para os Standards do país, que é predominantemente tropical e logo muito quente, e que produz culturas de climas amenos ou frios como o chá e o café. O clima tropical de monção é encontrado numa pequena porção dentro do país. A cidade mais fria do país é Nuwara Eliya com um clima oceânico, porém sem muita variação de temperatura ao longo do ano entre o verão e o inverno devido à sua posição próxima à linha do Equador e que cria um clima constantemente primaveril, clima este criado pela umidade do Oceano Índico e pela altitude do lugar que chega a 1 900 metros.

## Demografia
A população do Sri Lanka é estimada em pouco mais de 21,6 milhões (2018), o que faz do país o 53° mais populoso do mundo, com uma taxa anual de crescimento populacional de 0,79%. O Sri Lanka tem uma taxa de natalidade de 15,63 nascimentos por 1 000 habitantes e uma taxa de mortalidade de 6,49 mortes por 1 000 habitantes. A densidade populacional é maior no oeste da ilha, especialmente em torno da capital. Há uma pequena população de Veddas, grupo que acredita-se ser o original habitante da ilha. O povo cingalês forma o maior grupo étnico do país, compondo cerca de 81,9% da população do país.

### Religião
| Religião no Sri Lanka | Religião no Sri Lanka | Religião no Sri Lanka | Religião no Sri Lanka | Religião no Sri Lanka |
| --------------------- | --------------------- | --------------------- | --------------------- | --------------------- |
| Religião              |                       |                       | porcentagem           |                       |
| Budismo               | Budismo               |                       | 70%                   | 70%                   |
| Hinduísmo             | Hinduísmo             |                       | 13%                   | 13%                   |
| Islão                 | Islão                 |                       | 9%                    | 9%                    |
| Cristianismo          | Cristianismo          |                       | 8%                    | 8%                    |
| Fonte: David, 1993    |                       |                       |                       |                       |

O budismo é a religião de aproximadamente 70% da população da ilha, a maioria dos quais seguem a escola budista Theravada. O hinduísmo é a segunda religião mais difundida no Sri Lanka e, assim como o budismo, também foi trazida da Índia. Hoje, os tâmeis hindus constituem a maioria no norte do país.
Além destas duas religiões, que, juntas, englobam cerca de 84% da população, também é professado no país o islamismo, bem como o cristianismo. O islamismo é seguido por cerca de nove por cento dos habitantes do Sri Lanka e foi trazido pelos comerciantes árabes ao longo de muitos séculos; são, na maioria, sunitas que seguem a escola islâmica Shafi'i.

### Línguas
O cingalês e o tâmil são as duas línguas oficiais no Sri Lanka. A constituição também define o inglês como idioma de uso, sendo que esta língua é amplamente utilizada para fins educacionais, científicos e comerciais. Os membros da comunidade burgher falam formas variantes de crioulo português e neerlandês com proficiência variável, enquanto os membros da comunidade malaia falam uma forma de crioulo malaio que é única na ilha.

## Política
O Sri Lanka é uma república. O presidente do país é eleito directamente para um mandato de seis anos, e ocupa a função de chefe de Estado, chefe de Governo e comandante-chefe das Forças Armadas. Responsável pelo Parlamento para o exercício dos deveres sob o constituição e das leis, o presidente pode ser removido do gabinete por dois terços do Parlamento e por decisão favorável do Tribunal Supremo.
O presidente tem que encaminhar a relação de ministros ao Parlamento. O deputado eleito indicado pelo presidente é o principal ministro, sendo responsável pela liderança do partido do governo no Parlamento. O sistema legislativo no de Sri Lanka é unilateral, com 225 membros eleitos por sufrágio universal. Os parlamentares representam os distritos do país durante seis anos.
O partido que receber o maior número de votos válidos em cada distrito eleitoral ganhará uma nova cadeira no Parlamento. O presidente pode convocar o Parlamento para uma sessão extraordinária, para definir a dissolução da câmara representativa. Um exemplo disso é quando o Parlamento foi dissolvido em 7 de fevereiro de 2004 pela presidente Chandrika Kumaratunga. Novas eleições aconteceram no dia 2 de abril, e a posse aconteceu no dia 23 do mesmo mês.
O país tem duas capitais, Colombo (capital comercial) e Seri Jaiavardenapura-Cota (capital política).

## Forças armadas

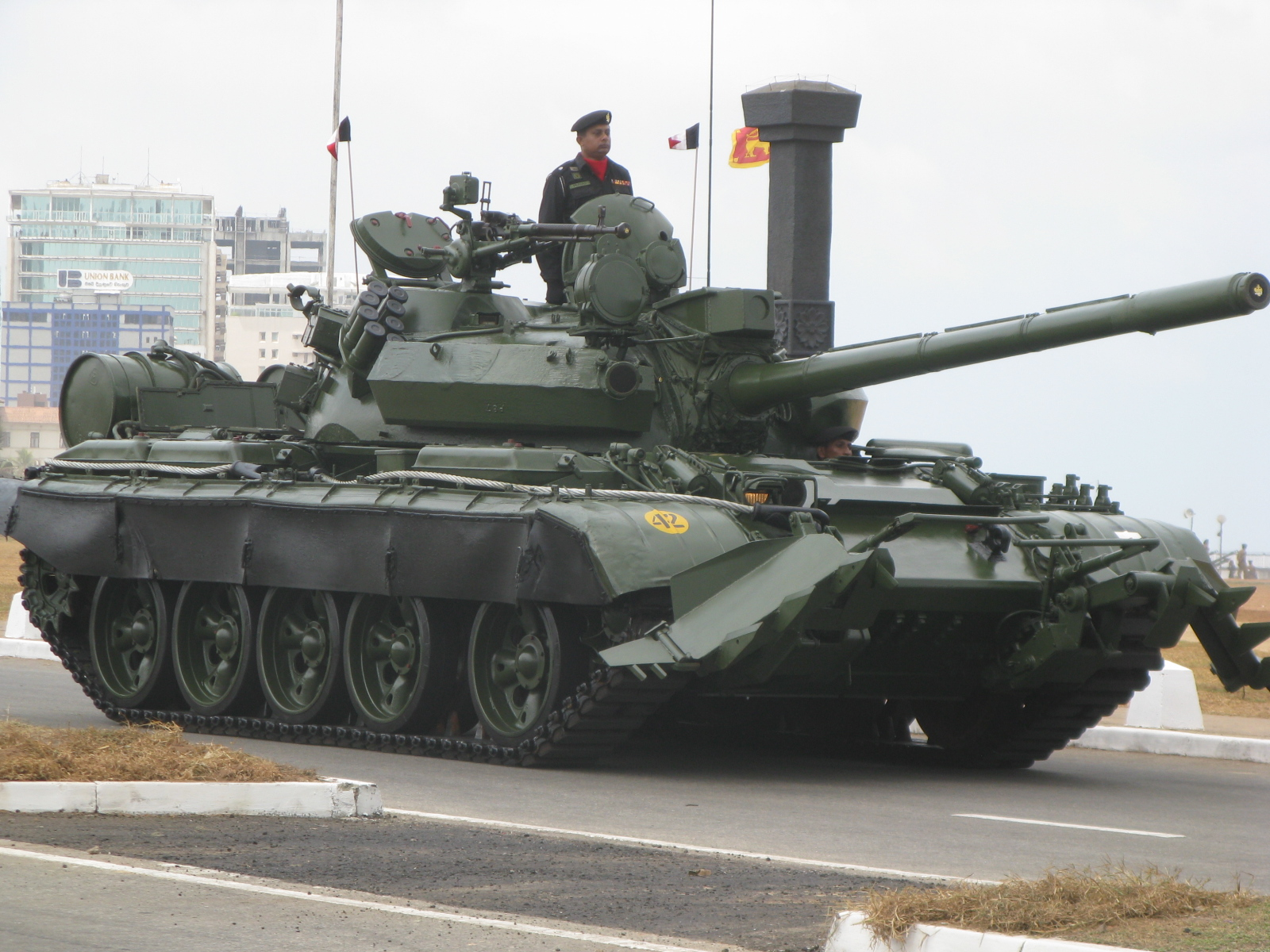
Um tanque T-55AM2 cingalês, de fabricação soviética.

As Forças Armadas do Sri Lanka são formadas por um exército, uma marinha e uma força aérea, sob comando do Ministério da Defesa. O total número de militares servindo nas forças armadas é de aproximadamente 346 000, incluindo 36 000 na reserva. Sri Lanka não possui conscrição.

## Subdivisões
O Sri Lanka é dividido em províncias (Sinhala: පළාත; Tâmil: மாகாணம்), que possuem status legal até 1987, quando a emenda 13 da constituição de 1978 estabeleceu a divisão provincial do país, com o fim de promover a descentralização do governo. O país é dividido em 9 províncias, e 25 distritos. cada uma administrada por um conselho provincial eleito.
| Central      | Kandy        | 5 674  | 2 423 966 |
| Oriental     | Trincomalee  | 9 996  | 1 460 939 |
| Centro-Norte | Anuradhapura | 10 714 | 1 104 664 |
| Norte        | Jaffna       | 8 884  | 1 311 776 |
| Noroeste     | Kurunegala   | 7 812  | 2 169 892 |
| Sabaragamuwa | Ratnapura    | 4 902  | 1 801 331 |
| Sul          | Galle        | 5 559  | 2 278 271 |
| Uva          | Badulla      | 8 488  | 1 177 358 |
| Ocidental    | Colombo      | 3 709  | 5 361 200 |

## Economia

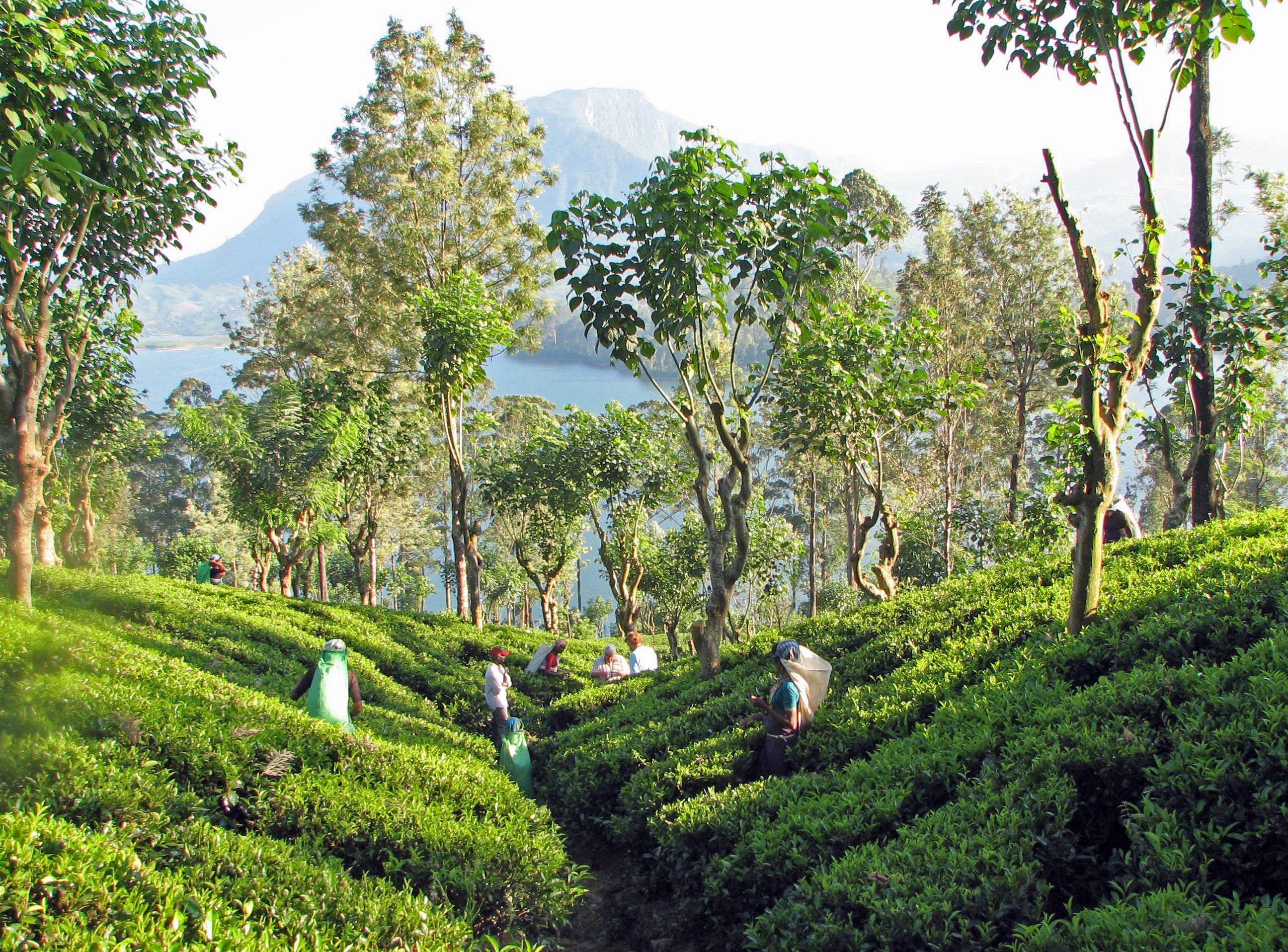
O chá é o principal produto de exportação do Sri Lanka

Principais produtos de exportação do Sri Lanka em 2019.

O regime de livre imprensa coexiste em Sri Lanka com uma forte intervenção estatal em muitos setores econômicos. Cerca de metade da força de trabalho ocupa-se da agricultura, responsável por quase vinte por cento do produto nacional bruto. Um terço da superfície da ilha é arável. Depois da reforma agrária, boa parte das culturas de exportação, como a borracha e o chá, passou a ser produzida em pequenas propriedades, assim como o arroz, que não atende à demanda interna. O chá, principal produto de exportação, é cultivado nos maciços centrais, enquanto as seringueiras e os coqueiros situam-se em terrenos baixos.
A indústria, que emprega dez por cento da população ativa, concentra-se nas principais cidades. Destacam-se os setores alimentício, têxtil, de cerâmica, derivados do petróleo, fertilizantes e cimento. As empresas mais importantes do país são de propriedade estatal. Ao norte de Colombo, um polo industrial tenta atrair os investimentos estrangeiros por meio de isenções fiscais. A maior parte da eletricidade produzida no país é de origem hidrelétrica. O setor de serviços é o que tem maior participação no produto nacional bruto e emprega um terço da força de trabalho.
Em 1979, o governo permitiu que bancos estrangeiros abrissem filiais no país, com o objetivo de promover o Sri Lanka como um centro financeiro internacional do sul da Ásia. Porém, em 1983, iniciou-se uma guerra civil entre as etnias cingalesa e a minoria tâmil que se prolongou até 2009, causando grandes danos à economia do país. Apesar disso, o produto interno bruto do país cresceu quase cinco por cento ao ano nos últimos dez anos. Os dispêndios do governo em desenvolvimento e no combate aos Tigres de Liberação do Tamil Eelam fizeram com que o PIB crescesse quase sete por cento ao ano entre 2006 e 2008.
Até o início dos anos 1990, o Sri Lanka era o maior exportador mundial de chá, porém a guerra fez com que os investimentos em seu cultivo — na maior parte financiados por companhias britânicas — declinassem ano a ano. O turismo, apesar de ainda figurar como uma importante fonte de divisas, também sofreu com o conflito.

## Infraestrutura

### Saúde
A expectativa de vida no país é de 69 anos para homens e 76 anos para mulheres no ano de 2006. O Sri Lanka dispõe de 48,9 médicos para cada 1 000 habitantes. Os Médecins Sans Frontières realizam atividades no Sri Lanka.
A 6 de setembro de 2016 a Organização Mundial de Saúde (OMS) declarou que o Sri Lanka está livre de malária.[carece de fontes?]

## Cultura

### Desporto

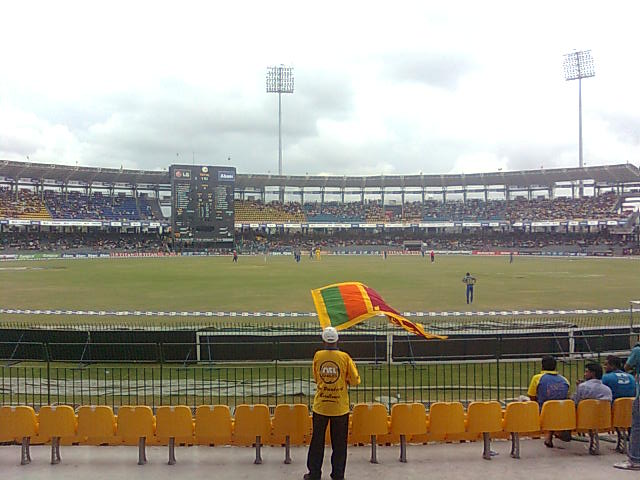
Estádio R. Premadasa em Colombo.

O desporto nacional é o voleibol, contudo, o mais popular é o críquete, rugby union também é popular além do futebol, atletismo e tênis. A Seleção de Críquete do Sri Lanka ganhou a Copa do Mundo de Críquete de 1996, sendo vices em 2007 e 2011, além da ICC World Twenty20 de 2014, sendo o jogador Muttiah Muralitharan considerado o maior arremessador da história do esporte pela Wisden Cricketers' Almanack, a principal competição de clubes do país é a Premier Trophy.
O país conquistou duas medalhas nos Jogos Olímpicos, uma prata nos jogos de 1948 com Duncan White nos 400 metros com barreiras e outra prata com Susanthika Jayasinghe em 2000 nos 200 metros.
O futebol no Sri Lanka ocorre por meio do Campeonato Cingalês de Futebol, chamado no país de Champions League. É disputado num formato em que todos jogam contra todos. Classificam-se quatro para a fase final e dois são rebaixados. Entre os quatro classificados, é disputada a fase final, de onde sai um campeão que além do título, conquista também o direito de representar o país na Copa dos Presidentes da AFC. A Copa dos Presidentes da AFC é um campeonato realizado pela Confederação Asiática de Futebol que reúne os campeões nacionais de várias nações do continente.